# Сегежа
Сеге́жа (карел. Segeža, вепс. Segež) — город в Республике Карелия Российской Федерации. Административный центр Сегежского района, образует Сегежское городское поселение.

## Этимология
Название происходит от карельского sees (род. падеж sekehen) — чистый, светлый (кар. Seesjarvi — рус. Сегозеро).

## География
Город расположен на северо-западном берегу озера Выгозеро при впадении в него реки Сегежа, в 267 км от Петрозаводска, в 670 км от Санкт-Петербурга.
Сегежское городское поселение граничит с сельскими поселениями: Идельским на севере, Валдайским на юго-востоке и Поповпорожским на юго-западе. Через озеро Выгозеро на севере расположено Надвоицкое городское поселение.

### Климат
| Показатель              | Янв.  | Фев.  | Март | Апр. | Май | Июнь | Июль | Авг. | Сен. | Окт. | Нояб. | Дек.  | Год |
| ----------------------- | ----- | ----- | ---- | ---- | --- | ---- | ---- | ---- | ---- | ---- | ----- | ----- | --- |
| Средняя температура, °C | −12,9 | −10,3 | −5   | 0,3  | 7,6 | 12,9 | 16   | 13,1 | 8,3  | 2,9  | −4,2  | −10,6 | 1,6 |
| Источник: World Climate |       |       |      |      |     |      |      |      |      |      |       |       |     |

## История
До XII—XIII веков основным населением местности были саамы. Позже появились карелы и первые русские переселенцы из новгородских земель.
В 1694 году беглые крестьяне и участники Соловецкого восстания основали Выгорецкий монастырь — «Выгорецкую обитель». Монастырь был расположен на реке Верхний Выг, но отдельные его скиты располагались и на берегах Выгозера.

### Российская империя
С начала 1800-х годов — Выгозерская волость Повенецкого уезда Олонецкой губернии. В начале XX века в Выгозерскую волость входили три крестьянских общества — Масельгское, Выгозерское и Койкиницкое.
С. Н. Соколов, исследовавший по поручению Общества любителей естествознания, антропологии и этнографии в 1904 году Повенецкий уезд, так описал Сегежу: «Эта деревня, если её можно так назвать… состоит из одного дома, обитателем которого является корел под именем Иуды, с семейством. Благодаря выгодному расположению его дома на большой сплавной реке и благодаря обилию окружающей местности зверями, птицами и рыбой, а также заливными лугами, его семейство всегда обеспечено всем необходимым и не терпит большой нужды. Единственное неудобство этого селения — это почти полное отсутствие к нему дорог».
В 1915 году, во время Первой мировой войны, началось строительство Мурманской железной дороги. Её южный участок, длиной 356 вёрст, начинался от Петрозаводска и заканчивался Сорокской бухтой. Этот участок пролегал через Повенецкий уезд. В Выгозерской волости была построена станция IV разряда «Сегежа». В ноябре 1916 года железная дорога была принята в эксплуатацию.

В 1916 году по новой железной дороге до Сегежи проехал М. Бубновский. Его путевые заметки «По новому пути» были изданы в феврале 1917 года в журнале Известия Архангельского общества изучения Русского Севера. 
 Станция Сегежа. Обычные казённые постройки, приёмный покой, плюс мелкая лавочка, а в ней: сельди 25 к. шт., огурцы 5 к. шт, конфекты, момпасье 1р. 20 к. фунт. Всё! (товар был, да вышел!).
— Тут было такое дикое место, что нельзя было попасть в Надвоицу, а теперь возник целый посёлок, которому позавидует не одна русская деревня, ибо в этом посёлке и телеграф, и телефон, и доктор, и мелочная лавка. Станция носит название по имени р. Сегежи. Сегежа десятая сплавная река, считая от г. Кеми, через которую проходит железная дорога на расстоянии приблизительно верст 160.

### Советская Россия
В 1923 году, после завершения советско-финской войны 1921—1922 годов Карельская трудовая коммуна была преобразована в Автономную Карельскую ССР.
В августе 1928 года по постановлению ВЦИК была проведена административная реформа в республике — вместо 55 волостей и 7 уездов были созданы 26 районов, в том числе и Сегежский район. Его территория в то время составляла 7620 км². В 1928—1930 годах Сегежа — административный центр района.
В апреле 1930 года по декрету ВЦИК было произведено укрупнение административных районов АКССР, в результате Сегежский район был упразднён, а его территория отошла к Медвежьегорскому, Повенецкому и Сорокскому районам. Посёлок Сегежа вошёл в состав Медвежьегорского района.
В 1932 году началось активное строительство Беломоро-Балтийского канала. Уже в 1932 году уровень воды в Выгозере был поднят на 6 метров. В связи с частичным затоплением посёлка Майгуба, лесозавод и все другие предприятия перевели в Сегежу. В мае 1933 года лесозавод начал давать продукцию, а летом завершилось строительство Беломоро-Балтийского канала. В 1933 году затопление водохранилища до проектной отметки в 7 метров было закончено.
С ноября 1933 года силам заключённых Белбалтлага началось строительство Сегежского лесохимбумажного комбината.
В 1935 году СНК СССР принял широкую программу развития целлюлозно-бумажной промышленности. В этой программе был пункт о строительстве лесохимбумкомбината в Сегеже. В том же году в посёлок прибыла первая группа строителей, которые заложили фундаменты промышленных зданий и первых домов города.
В январе 1938 года было построено здание школы № 1.
1 июля 1939 года состоялся пуск в эксплуатацию первой очереди нового предприятия — Сегежского ЦБК.
В ноябре 1941 года из прифронтовой Сегежи школа была переведена в деревню Вожмогора. В здании школы в Сегеже разместился военный госпиталь № 2217. В годы Великой Отечественной войны комбинат Сегежский ЦБК выпускал миномёты и мины. Но уже к маю 1943-го удалось получить целлюлозу и несколько рулонов крафт-бумаги.
26 декабря 1943 года указом президиума Верховного Совета Карело-Финской ССР рабочий поселок Сегежа получил статус города, с 1945 года — административный центр вновь образованного Сегежского района.
В марте 1945 года вновь образован Сегежский район.
В 1950—1960-х годах Сегежа считалась промышленным и культурным центром района. Крупнейшее предприятие города — целлюлозно-бумажный комбинат — являлось ведущим в СССР предприятием по производству бумажной тары.
30 июня 1978 года пущен в эксплуатацию завод по производству железобетонных изделий (закрыт в 1990-е годы).

## Население города
| 1939    | 1959    | 1967    | 1970    | 1975    | 1979    | 1989    | 1992    | 1996    | 1998    |
| ------- | ------- | ------- | ------- | ------- | ------- | ------- | ------- | ------- | ------- |
| 4845    | ↗19 708 | ↗28 000 | ↗28 810 | ↗34 800 | ↗36 420 | ↗38 207 | ↘38 000 | ↘36 300 | ↘35 400 |
| 2000    | 2001    | 2002    | 2003    | 2005    | 2006    | 2007    | 2008    | 2009    | 2010    |
| ↘34 600 | ↘34 300 | ↘34 214 | ↘34 200 | ↘33 600 | ↘33 300 | ↘33 000 | ↘32 700 | ↘32 296 | ↘29 631 |
| 2011    | 2012    | 2013    | 2014    | 2015    | 2016    | 2017    | 2018    | 2019    | 2020    |
| ↘29 600 | ↘29 066 | ↘28 555 | ↘28 117 | ↘27 813 | ↘27 494 | ↘27 108 | ↘26 666 | ↘26 241 | ↘26 000 |
| 2021    | 2023    |         |         |         |         |         |         |         |         |
| ↘23 543 | ↘23 074 |         |         |         |         |         |         |         |         |

На 1 января 2025 года по численности населения город находился на 605-м месте из 1124 городов Российской Федерации.

## Власть и политика

### Местное самоуправление
Местное самоуправление составляют:
- Совет Сегежского городского поселения. Состоит из 20 депутатов, избираемых населением поселения на муниципальных выборах по одномандатным избирательным округам, образуемым по единой норме представительства, на основе всеобщего, равного и прямого избирательного права при тайном голосовании. Срок полномочий Совета составляет 5 лет;
- Глава Сегежского городского поселения. Избирается гражданами на муниципальных выборах сроком на 5 лет на основе всеобщего равного и прямого избирательного права при тайном голосовании;
- Местная администрация Сегежского городского поселения;
- Ревизионная комиссия.

### Районные органы власти
В Сегеже также находятся законодательные и исполнительные органы власти Сегежского района — Совет и администрация района. Здание администрации района расположено на улице Ленина, д. 9А.
Судебную власть на всей территории района осуществляет Сегежский городской суд.

## Экономика
Крупнейшее и градообразующее предприятие города — Сегежский целлюлозно-бумажный комбинат. С 2014 года АО «Сегежский ЦБК» входит в состав Segezha Group корпорации АФК Система. Сегежский ЦБК обеспечивает работой около двух тысяч жителей Сегежи.
В 2014 году Сегежа включена в список моногородов Российской Федерации, имеющих риски ухудшения социально-экономического положения.

## Транспорт

### Автомобильный
Западнее города проходит автодорога федерального значения E 105 Р21 «Кола», ведущая на юг к городам Петрозаводск, Лодейное Поле и Санкт-Петербург, и на север к городам Кемь, Кандалакша, Мурманск, Киркенес (Норвегия).
В городе имеется пригородное и междугороднее автобусное сообщение. Автовокзал расположен в центре города на улице Спиридонова. Автобусные маршруты связывают с Петрозаводском, Костомукшей, Пертозером, Вачей, Полгой, Надвоицами).

### Железнодорожный
Через город пролегает железная дорога Санкт-Петербург — Мурманск, относящаяся к Октябрьской железной дороге. В центре города находится железнодорожная станция «Сегежа». На станции ежедневно останавливаются пассажирские поезда, следующие по маршрутам Мурманск—Санкт-Петербург и Мурманск—Москва.
В 2006 году построен новый железнодорожный вокзал. До его ввода в эксплуатацию пассажирские операции выполнялись в старом деревянном здании дореволюционной постройки, расположенном южнее.

### Водный
Пристань на Беломорско-Балтийском канале (в настоящее время пассажирских линий нет, в 1950—80-х годах действовала линия Надвоицы-Сегежа-Валдай-Полга).

### Аэродром
В северной части города, между посёлком Птицефабрики и Надвоицким шоссе, сохранилось лётное поле аэродрома Сегежа. Летное поле с прилегающей территорией занимает территорию в 25 гектаров. Был создан в начале 1940-х годов как полевой аэродром. Строился силами работников лесобумхимкомбината и заключённых. В 1960-е — 1980-е годы осуществлялись рейсы на Петрозаводск, Архангельск, Валдай и Калевалу. В 2021 году Министерство имущественных и земельных отношений Республики Карелия объявило аукцион о продаже заброшенного аэродрома.

## Символика
Герб города утверждён решением сессии Сегежского городского Совета от 9 февраля 2000 г. и представляет собой геральдический щит в обрамлении золотистого цвета, аналогичном обрамлению герба Карелии, на поле которого в трех долях воспроизводятся цвета Государственного флага Республики Карелия, в центре щита — образ стилизованной ели, переходящий в рулон бумаги.
В настоящее время проводится конкурс на лучшее изображения флага и герба Сегежского городского поселения. В качестве основных элементов символики решено использовать изображение ели переменного цвета и металла, выдернутой с корнем, на серебряном и лазуревом фоне.

## Образование
В городе четыре общеобразовательные школы, вечерняя школа.
Среднее профессиональное образование предоставляет «Северный колледж». Колледж готовит по специальностям: машинист машин по производству бумаги и картона, слесарь по контрольно-измерительным приборам и автоматике, токарь на станках с числовым программным управлением, повар, кондитер, специалист гостиничного дела, коммерция, экономика и бухгалтерский учёт, техническое обслуживание и ремонт двигателей, систем и агрегатов автомобилей.
Дополнительное образование предоставляют: Детская школа искусств, Детско-юношеская спортивная школа, Центр творчества детей и юношества. Действует Центр развития образования Сегежского муниципального района.
Также в Сегеже существует детский дом — «Центр помощи детям, оставшимся без попечения родителей, № 5».

## Культура
В городе работает муниципальное учреждение культуры Музейный центр города Сегежи, созданный в 1983 году. Основу коллекций составляют предметы и документы по истории Сегежи и Сегежского ЦБК. Расположен в здании бывшего Дома культуры Бумажников, постройки 1938 года, принадлежавшего Сегежскому ЦБК.
С 1997 года в Сегеже ежегодно во второй половине июля проводится рок-фестиваль «Рыбка». В нём участвуют местные группы, гости из Петрозаводска, Костомукши, Кондопоги и др. городов Карелии, а также из Архангельска, Мурманска, Москвы, Санкт-Петербурга и даже с Украины и из Белоруссии. В числе участников «Рыбки» — группы «Абвиотура», «Разные Люди», «Оргия Праведников», «Пилот», «The Dartz», «Кома», «Бони НЕМ», «Этника», «Бригадный Подряд», «Револьвер» и даже «Ранетки».
В городе работает Сегежская центральная библиотека, расположена ул. Мира, 16б и детско-юношеский отдел, расположен ул. Антикайнена, д.13.

## Здравоохранение
В городе действует Сегежская центральная районная больница Министерства здравоохранения Республики Карелия. Также работают районная поликлиника и детская поликлиники.

## Спорт
Основной спортивный комплекс — Дворец спорта, расположенный в западной части города на улице Лесокультурная. Был открыт 6 октября 1971 года и вначале назывался «Дворец спорта бумажников». В здании имеются большой зал для игр, тренажёрный зал, зал для настольного тенниса, художественной гимнастики и фитнеса, бассейн на 6 дорожек по 25 метров.
На соседней улице Солунина находится стадион. В 2019—2021 годах стадион был реконструирован. Он оборудован трибунами на 1000 мест. На стадионе есть легкоатлетические площадки и футбольное поле с синтетическим газоном, открытое в 2008 году.
Также на ул. Солунина, рядом со стадионом, расположена хоккейная площадка. Она была построена в 2019—2020 годах.
В центре города на ул. Мира находится Детско-юношеская спортивная школа.
Футбольная команда «Сегежа» участвует в чемпионате Республики Карелия по футболу. Также есть хоккейный клуб «Сегежа», принимавший в 2010 году участие в турнире по хоккею с шайбой среди ветеранов памяти Е. Д. Мишакова. Также активна детская хоккейная команда «Сегежские волки» и Сегежский клуб киокусинкай каратэ.

## Связь

### Интернет
Доступ к Интернету в городе предоставляют компании
«SAMPO.RU» «Ситилинк», ПАО «Ростелеком», «ТТК-Северо-Запад».

### Кабельное телевидение
Услуги цифрового кабельного телевидения предоставляет «Ситилинк» , Ростелеком.

## СМИ
В Сегеже и в Сегежском районе работает телерадиокомпания «ТВ-Сегежа» ЗАО «ТВ-Контакт». С 1992 года телекомпания «ТВ-Сегежа» ЗАО «ТВ-Контакт» осуществляет вещание на 6 телевизионном канале на основании лицензии связи. По договору с московским каналом «ТВ Центр» осуществляется ретрансляция этого канала на территории Сегежи.
В соответствие с сеткой вещания телекомпания «ТВ-Сегежа» производит и выпускает в эфир собственные информационные программы: «Вести Сегежи», «Тема дня», «Власть и мы» и др. Аудитория телеканала «ТВ-Сегежа» — население города Сегежи. Также здесь работает телекомпания «Ника Плюс Сегежа», которая выпускают передачу «Новости Сегежи» и рекламу собственного производства.
С 2009 года ЗАО «ТВ-Контакт» осуществляет ретрансляцию на территории Сегежского района радиостанции «Авторадио» на волнах «Радио-Контакт» 104,2 FM. «Радио-Контакт» транслирует информационные и рекламные программы собственного производства. Слушатели «Радио-Контакт» — жители Сегежского района. Кроме того, «Авторадио» звучит на участке автомагистрали «Кола» протяженностью 150 км. Также в Сегеже работают радиостанция «Русское радио» и «Европа Плюс».
С 1946 года в Сегеже издается районная общественно-политическая газета «Доверие» (прежние названия — «Сталинский путь», затем «Ленинец», современное название получила в 1992 году). Она освещает события, произошедшие в городе и районе за прошедшую неделю. Кроме того, существует бесплатное рекламно-информационное издание «Сегежский курьер», периодичность выхода — 2 раза в месяц, тираж — 12 000 экз. Также с 1941 по 2010 год выходила газета «Сегежский бумажник» (выпуск прекращен по решению учредителя издания).

## Учреждения ФСИН
В 4-х километрах на север от центра Сегежи, на ул. Лейгубская находится Исправительная колония № 7 УФСИН РФ на 1342 заключённых.
В мае 2009 года в исправительной колонии № 7 было организованно и начало работать федеральное профессиональное училище — ФБОУ НПО «Профессиональное училище № 30». Организовал училище и руководил им Л. А. Василюк, перешедший из школы № 4 г. Сегежи, также с должности директора.
Рядом с исправительной колонией № 7 расположен следственный изолятор — учреждение ИЗ 10/2 (ранее ИЗ 6/3).

## Памятники истории
- Братская могила советских воинов, погибших в годы Великой Отечественной войны[51]. В могиле захоронено 569 воинов, основную часть составляют бойцы 32-й армии Карельского фронта. В конце 1950-х годов на могиле установлена скульптура солдата[52].
- Могила Героя Советского Союза А. Е. Румянцева и могила полного кавалера орденов Славы С. Е. Льдинина на городском кладбище[52].

## Известные уроженцы
- Шпаликов, Геннадий Фёдорович — советский поэт, кинорежиссёр, киносценарист.
- Сидякин, Александр Геннадьевич — государственный и политический деятель.

## Города-побратимы
- Лиекса, Финляндия

## Галерея
- Сегежский ЦБК
- Эстакада над железной дорогой и перспектива бульвара Советов
- Церковь Троицы Живоначальной
- Вид на бульвар Советов от улицы Антикайнена
- Памятник воинам - освободителям Карелии
- Памятник участникам партизанского движения
- Памятник павшим героям
- Гостиница «Выг»
- Музейный центр. Выставочный зал
- Центр социальной работы г. Сегежи и Сегежского района
- Памятный знак на аллее Катанандова
- Улица Мира
- Сегежский Центр кино и молодёжи
- Сегежа. Детско-юношеская спортивная школа № 1
- Сегежа. Деревянные дома
- Сегежа. Деревянные дома
- Мемориальная доска А. М. Лисициной на здании ЦКиД
- Торговый центр «Радуга»